# Секст Апулей (претор)
Вижте пояснителната страница за други личности с името Секст Апулей.
Секст Апулей I (на латински: Sextus Appuleius) e римски политик в ранната Римска империя от 1 век пр.н.е.
Произлиза от фамилията Апулеи. Става квестор и градски претор. Той е вероятно и Фламин (Flamen Iulialis).
Омъжва се за Октавия Турина Старша, която е по-старата половин сестра на Октавиан Август. Двамата имат син Секст Апулей II (консул 29 пр.н.е.), който има син Секст Апулей III (консул 14 г.) и внуците Секст Апулей IV и Апулея Варила.